# Trient (municipi)
Trient és un municipi del cantó suís del Valais, al districte de Martigny. Prop del poble s'hi pot trobar la Glacera de Trient (amb el seu refugi homònim a 3.170 m), que dona nom al riu Le Trient.